# Салифов, Надир Нариман оглы
Надир Нариман оглы Салифов (азерб. Nadir Nəriman oğlu Səlifov, также известен как «Лоту Гули» и «Гули Бакинский»; 28 августа 1972, Дманиси, Грузинская ССР, СССР — 20 августа 2020, Анталия, Турция) — азербайджанский криминальный авторитет, являвшийся и одним из лидеров азербайджанской, российской и украинской организованной преступности. Считался одним из самых богатых преступников в азербайджанском преступном мире.

## Биография
Надир Салифов родился 28 августа 1972 года в грузинском городе Дманиси в многодетной азербайджанской семье. У него были младшие братья Намик и Мушфиг и сестра Лейла. Позже семья переехала в Азербайджан на постоянное место жительства.

### Преступная деятельность
В 1993—1994 годах, Салифов, проживая в Баку, занимаясь преступной деятельностью в одном из поселков в области, под местным названием «8-й километр», решил взять под контроль местные крупные торговые точки, такие как рынок продовольствия и авторынок, также он намеревался заняться крышеванием других крупных объектов, таких, как сеть ресторанов и некоторых увеселительных заведений. В результате его действий, в этот поселок стали приезжать уроженцы Грузии, большое количество земляков Салифова, занимающихся в основном бизнесом, связанным с торговлей автомобилями, и ресторанным бизнесом. Эта ситуация послужила причиной недовольства местных криминальных авторитетов, главарей преступных группировок. В результате крупного столкновения между выходцами из Грузии во главе с Надиром Салифовым и местными бандами пострадало много людей с обеих сторон. Сторонники Салифова были вынуждены бежать под натиском противников, Салифов тоже сбежал, поселившись в поселке Карачухур. Позже по приказу Бахтияра Новханинского, смотрящего по Азербайджану, коронованного Васей Бриллиантом, Надиру Салифову и его подручным были сделаны уступки по некоторым позициям в ходе переговоров между криминальными авторитетами. Позже после смерти Сохбета Восьмойского, который занимался преступной деятельностью в поселке «8-й километр», на его место пришел Вугар Черныш, он же Вугар Золотой, который впоследствии имел отношение к общаку. Вугар отличался логическим складом ума, занимался дзюдо и кикбоксингом, был уважаемым криминальным авторитетом в преступном мире в 2000-е годы и последующие годы. Вугар поддерживал тесные связи со всеми ворами в законе. Позднее, он уехал из Азербайджана.
В 1995 году Надир Салифов был арестован в Баку по обвинениям в убийстве, похищениях людей и вымогательстве. Он был осуждён на 15 лет лишения свободы. В заключении Салифов завоевал себе авторитет и жил в комфортных условиях. Надир Салифов в тюрьме имел возможность пользоваться не только мобильным телефоном, но и интернетом. В 2000 году он был коронован в воры в законе криминальными авторитетами Джейраном Аслановым (Джейран Рутавский), Раулем Кирия (Рауль Рутавский), при «коронации» присутствовал авторитет Луарсабишвили. В тюрьме Салифов подкупил сотрудников и организовал своеобразное казино, в котором заключённые играли в покер, причём суммы выигрыша иногда были очень большими. Также Салифов организовал приезды в тюрьму восьми проституток, с которыми Салифов и некоторые другие заключённые занимались сексом. Когда об этом стало известно, против Салифова было возбуждено уголовное дело по уголовной статье за изнасилование, но суда по этому делу не состоялось.
Салифов сдружился с Отаром Бадаловым (по кличке «Отар»), азербайджанцем, родившимся в Марнеули. Мирсеймур Нардаранлы, короновавший Ленкоранского «вором» после того, как Отар был застрелен неизвестными в суши-баре в Москве 21 марта 2003 года, был убит в отместку. Эти взаимные убийства продолжались длительное время. В криминальных войнах Гули поддерживали в основном азербайджанские «воры в законе» и преступники грузинского происхождения. В прошлом он также получал поддержку от Аслана Усояна (по кличке «Дед Хасан»), уроженца Грузии, которого считают «крестным отцом» российской преступности. Хотя вопрос об экстрадиции Салифова в Грузию поднимался несколько раз, по каким-то причинам это не удалось осуществить. По словам его адвокатов, у Салифова, осужденного за убийство в Азербайджане и приговоренного к 15 годам лишения свободы, на момент задержания был советский паспорт, выданный в Грузинской ССР. Согласно заявлению адвокатов, Салифов официально не подавал заявление о предоставлении азербайджанского гражданства во время пребывания в тюрьме.
В 2005 году против Надира Салифова было возбуждено ещё одно уголовное дело. Салифову и нескольким другим заключенным были предъявлены обвинения в изнасиловании во время их нахождения в исправительном учреждении, а также в вымогательстве. Салифов категорически отверг эти статьи как попытку очернить свое статус преступного авторитета. В результате Салифов был повторно осуждён, и общий срок его заключения составил 27 лет.
В том же году его младший брат Мушфиг был арестован, у него были обнаружены пистолет и боеприпасы, за хранение которых он был осуждён на 6 лет заключения. Посчитав это местью азербайджанских властей, Салифов организовал серию бунтов в пенитенциарных учреждениях страны.
В июне 2006 года Надир Салифов был оправдан апелляционным судом по обвинению в изнасиловании. Суд также постановил, что он должен содержаться в тюрьме строгого режима.
У Надира Салифова оставалось множество подручных уголовников в подчинении, и он из тюрьмы руководил ими по телефону. Подчинённые ему преступники занимались вымогательством и шантажом. Они сумели сформировать в разных городах России (в основном в Москве и в городах на Урале) преступные группы, которые стали заниматься рэкетом, собирая дань с азербайджанских коммерсантов, которые в основном занимались торговлей овощами и фруктами. Таким образом группировка Салифова захватила значительную часть рыночного бизнеса в Санкт-Петербурге, Свердловской, Саратовской и Самарской областях. В этот период Лоту Гули и его люди пользовались покровительством вора в законе Аслана Усояна, известного как Дед Хасан.
В 2010 году, в ходе захвата контроля над московскими рынками, у Салифова возник конфликт с преступным кланом вора в законе Ровшана Джаниева, известного как Ровшан Ленкоранский, бывшего противником Деда Хасана и преступной группировки. Этот конфликт привёл к войне между двумя криминальными кланами, в ходе которой с обеих сторон было убито четыре человека. В 2014 году между кланами усилилась борьба за контроль над рынками, и в итоге во время встречи представителей криминалитета в московском кафе между ними возникла перестрелка, приведшая к гибели одного человека и ранениям нескольких людей. В этом же году был арестован другой азербайджанский криминальный авторитет — Заур Алиев по кличке Зайка, который имел статус «смотрящего» за рынками и с которым у Салифова давно были неприязненные отношения. В камере «Матросской тишины» Алиев был избит людьми Салифова, которые объявили Зайке, что рынок ему больше не принадлежит, после этого Салифов полностью получил контроль над рынком.

### После освобождения из тюрьмы
Даже находясь в тюрьме, он оказывал огромное влияние на часть преступного мира, как на заключённых, так и на других членов сообщества, особенно в тех местах, где присутствовала азербайджанская диаспора. По данным российской полиции, в Московском регионе образовалась ОПГ во главе с азербайджанскими «законниками» Салифовым (Гули), Вагифом Сулеймановым (Вагиф) и Рашадом Исмаиловым (Рашад Гянджинский), которые объединились для борьбы с Ровшаном Ленкоранским. Освободившись из тюрьмы в 2017 году, Салифов, сменивший фамилию на Исмаилов, стал одним из лидеров азербайджанской ОПГ в Москве и, не теряя времени, начал устанавливать своё господство в преступном мире, пользуясь гибелью Деда Хасана и арестом Шакро-молодого.
Он был отмечен как потенциальная замена Ровшану Ленкоранскому, убитому в августе 2016 года, при этом именно Салифов считался одним из организаторов его убийства.
В декабре 2017 года российская полиция пыталась разрядить напряжённую ситуацию, в ходе которой чеченские преступники во главе с Азизом Батукаевым пытались взять под контроль московские рынки (Дорогомиловский, Даниловский и Бутовский), принадлежащие группировке Салифова. Надир Салифов предъявил претензии на рынок Food City в Москве, контролируемый доверенными лицами Ровшана Ленкоранского. Так, по данным полиции, началась война за самый крупный оптовый продовольственный рынок в столице России.
В марте 2018 года в пригороде Тулузы (Франция) был расстрелян азербайджанец Рагим Намазов, представившийся изгнанным журналистом. В результате нападения Намазов был тяжело ранен, а его жена скончалась от полученных ран. Из необоснованных утверждений следует, что это нападение могло быть заказано Салифовым в качестве расплаты за предыдущие оскорбления и правонарушения.
Запросы об аресте Салифова были направлены через Интерпол к властям Грузии, России и Украины, но безрезультатно. Салифов был ненадолго задержан в ОАЭ и Черногории, но избежал экстрадиции. Считалось, что он мог проживать в Турции или в Дубае (ОАЭ).
В ноябре 2019 года Главное следственное управление Следственного комитета России (СКР) по Москве в отношении Салифова возбудило уголовное дело по статье о занятии высшего положения в преступной иерархии (ст. 210.1 УК РФ).
«По данным следствия, с 2009 года по настоящее время Исмаилов, находясь за пределами Российской Федерации, пользуясь авторитетом и влиянием в преступной сфере, причисляя себя к ворам в законе, занимался организацией, руководством и координацией преступной деятельности в городе Москве и других регионах России»,— пояснили «Ъ» представители ведомства. По их словам, вор в законе уже заочно арестован судом и объявлен в международный розыск и сейчас его местонахождение устанавливается.

### Убийство
Надир Салифов был убит в ночь на 20 августа 2020 года в Анталье (Турция). Убийство было совершено в гостиничном номере. Предполагаемый убийца, охранник Салифова Хаган Зейналов по кличке «Хан Ахмедлинский» выстрелил в голову Салифову и скрылся. Лоту Гули был доставлен в ближайший медицинский центр, но спасти ему жизнь не удалось. Убийца был задержан на трассе Анталья—Денизли.

## Могила
Распространена фотография могилы азербайджанского вора в законе Надира Салифова - ФОТО
Распространена фотография могилы азербайджанского вора в законе Надира Салифова - ФОТО
Распространена фотография могилы азербайджанского вора в законе Надира Салифова, известного в криминальном мире как «Лоту Гули», убитого в Турции в августе прошлого года.
Рядом с могилой установлены венки в форме восьмиконечных звезд, передает qafqazinfo.
Лоту Гули похоронили на кладбище в стамбульском районе Бёюк Чекмедже. Он был убит в прошлом году в Анталье Ханом Ахмедлинским (Хаган Зейналов).